# Eve Torres
Eve Torres Gracie (* 21. August 1984 als Eve Torres), auch bekannt unter ihrem aktuellen Ringnamen Eve, ist eine US-amerikanische Tänzerin, Model und ehemalige Wrestlerin.

## Karriere als Tänzerin und Model
Während ihrer Zeit bei der University of Southern California (USC) trat Torres in verschiedenen Werbespots und Musikvideos auf. Torres war Co-Captain der USC Fly Girls Tanzgruppe und war maßgeblich an deren Choreografie beteiligt. Sie tanzte in Long Beach für die Southern California Summer Pro League, der einzigen Summer League für NBA-Spieler. Nach ihrem College-Abschluss in Industrie- und Systemsingenieurwissenschaft arbeitete sie hauptberuflich als Tänzerin und Model. Nachdem sie das Tryout-Finale erreicht hatte, wurde Torres ein Mitglied des Spirit Dance Teams der NBA-Mannschaft Los Angeles Clippers in der NBA-Saison 2006/07.

## Wrestlingkarriere

### WWE Diva Search-Gewinnerin 2007
Im Mai 2007 wurde Torres als Kandidatin der von World Wrestling Entertainment produzierten Castingshow WWE Diva Search vorgestellt. Sie wurde als eine der 8 Finalistinnen von WWE-Offiziellen aus einer Gruppe von 50 Bewerberinnen ausgewählt. In der RAW-Ausgabe vom 29. Oktober 2007 in Philadelphia wurde sie zur WWE Diva Search-Gewinnerin gekrönt. Sie setzte sich gegen die Finalistin Brooke Gilbertsen durch und wurde offiziell eine WWE Diva. Danach fing sie ihr Training für ihr WWE-Debüt bei der Aufbauliga Ohio Valley Wrestling an.

### SmackDown (2008–2009)

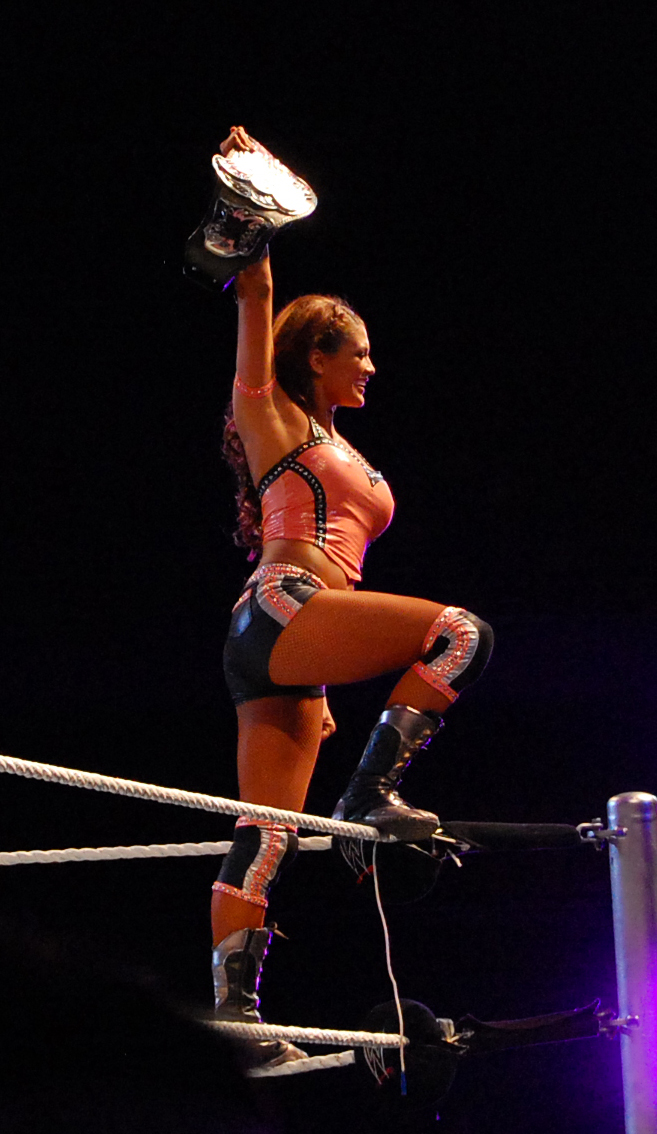
Torres als WWE Divas Championesse im Februar 2011.

Am 1. Februar 2008 hatte Torres ihr SmackDown-Debüt, in welchen sie World Heavyweight Champion Batista interviewte. Danach nahm sie an verschiedenen "Diva Competitions" teil, um die beste Diva von SmackDown zu ermitteln. In der 800. Episode von RAW am 3. November 2008 hatte Torres ihr im Fernsehen übertragenes In Ring-Debüt bei einem 16 Divas Tag Team-Match, welches ihr Team verlor.
Ihre erste richtige Storyline hatte sie Anfang 2009. Nachdem sie von Michelle McCool attackiert wurde, fehdete sie gegen diese. Mitte 2009 wurde Torres schließlich in eine Fehde gegen Layla geschickt.

### RAW und Divas Championesse (2009–2013)
Am 12. Oktober 2009 wurde Torres zu RAW gewechselt. Im Dezember begann sie eine Liebes-Storyline mit Chris Masters und wurde sein Valet. Im Januar 2010 wurde die WWE Divas Championship vakant erklärt und es wurde ein Turnierfinale angesetzt, um die neue Championesse zu ermitteln. Torres kam ins Halbfinale, wo sie von der späteren Titelträgerin Maryse besiegt wurde.
In der RAW-Ausgabe vom 5. April gewann Torres eine „Dress to Impress“-Battle Royal, um Nummer-Eins-Herausforderin auf die WWE Divas Championship zu werden. Eine Woche später besiegte sie Maryse bei RAW, um den Titel zum ersten Mal in ihrer Karriere zu gewinnen. Bei dem Pay-per-View Fatal 4-Way am 20. Juni 2010 verlor sie den Titel in einem Fatal 4-Way-Match an Alicia Fox, welche Maryse pinnen konnte. Nach einer erfolglosen Fehde gegen Fox trat Torres als Valet des Wrestlers R-Truth auf und war auch in Intergender Tag Team-Matches gegen Ted DiBiase und Maryse involviert.
Beim Royal Rumble 2011 gewann Torres zum zweiten Mal die WWE Divas Championship von Natalya. Am 11. April desselben Jahres verlor sie den Titel an Brie Bella.
In der Folgezeit fehdete Torres weiter um den Titel, ehe sie Anfang 2012 in eine Fehde um John Cena, Zack Ryder und Kane involviert war. Nach WrestleMania XXVIII fungierte sie als Executive Administrator des damaligen General Manager von RAW und SmackDown, John Laurinaitis. Seit August 2012 ist sie die Assistentin von SmackDown General Manager Booker T.
Am 16. September 2012 bei Night of Champions besiegte Torres Layla und gewann zum dritten Mal die WWE Divas Championship. Den Titel verlor sie bei RAW am 14. Januar 2013 an Kaitlyn. Dieser Titelverlust kam zustande, da Torres im Anschluss an die Show die WWE auf ihren eigenen Wunsch hin verlassen hat.

## Andere Medien
Im August 2008 trat Eve Torres zusammen mit den WWE Divas Maria und Candice Michelle in einer Folge der Reality-Show Sunset Tan auf. Am 2. Oktober 2008 traten Torres und Maria in einer Sonderausgabe von Magic’s Biggest Secrets Finally Revealed auf. Torres war neben Maryse und Michelle McCool in der Januar 2009-Ausgabe des Magazins Muscle & Fitness. Am 3. November 2009 hatte sie mit Maria und Dolph Ziggler einen Auftritt bei der Game Show Deal or No Deal.
In der 2016er Actionkomödie Skiptrace mit Jackie Chan verkörpert sie die russische Kämpferin Dasha.

## Leben
Torres wurde in Boston in eine Latinofamilie geboren und wuchs in Denver auf. Ihr jüngerer Bruder Philip trat bei Are You Smarter Than a 5th Grader? auf und gewann 100.000 US-$. Torres besuchte die University of Southern California. Auf dem College war sie eine der Gründungsmitglieder der Studentinnenverbindung „Omega Phi Beta“ auf ihrem Campus und einige Jahre Vizepräsidentin. Während ihrer Zeit bei „Omega Phi Beta“ wurde sie für ihre Arbeit ausgezeichnet. Sie machte ihren Abschluss magna cum laude in Industrie- und Systemsingenieurwissenschaft.
Torres trainiert regelmäßig Brazilian Jiu-Jitsu und hält den lila Gürtel der Gracie Jiu-Jitsu Academy in Torrance (Kalifornien). Sie ist mit Rener Gracie verheiratet und hat mit ihm zusammen zwei Kinder.  Des Weiteren trainiert sie Kickboxen und Jiu Jitsu.

## Titel und Auszeichnungen
- WWE
  - 3× WWE Divas Championship
  - WWE Diva Search-Gewinnerin 2007